# Anglès (Espagne)
Pour la commune française du même nom, voir Anglès.
Pour les articles homonymes, voir Anglès (homonymie).
Anglès est une commune de la province de Gérone, en Catalogne, en Espagne, de la comarque de la Selva.

## Personnalités
- Pere Masats i Vilalta (1894-1981), interprète de tenora et trombone et compositeur de sardanes.
- Remedios Varo (1908-1963), artiste peintre surréaliste.
- Esther Boix (1927-2014), peintre, est décédée dans la commune.

## Jumelage
Vaux-sur-Mer (France)